# أرتور غارسيا (دراج)
أرتور غارسيا (بالإسبانية: Arturo García)‏ هو دراج مكسيكي، ولد في 23 أكتوبر 1946 في مدينة مكسيكو في المكسيك.

## وصلات خارجية
- أرتور غارسيا على موقع أوليمبيديا (الإنجليزية)